# Puerto de Ripetta

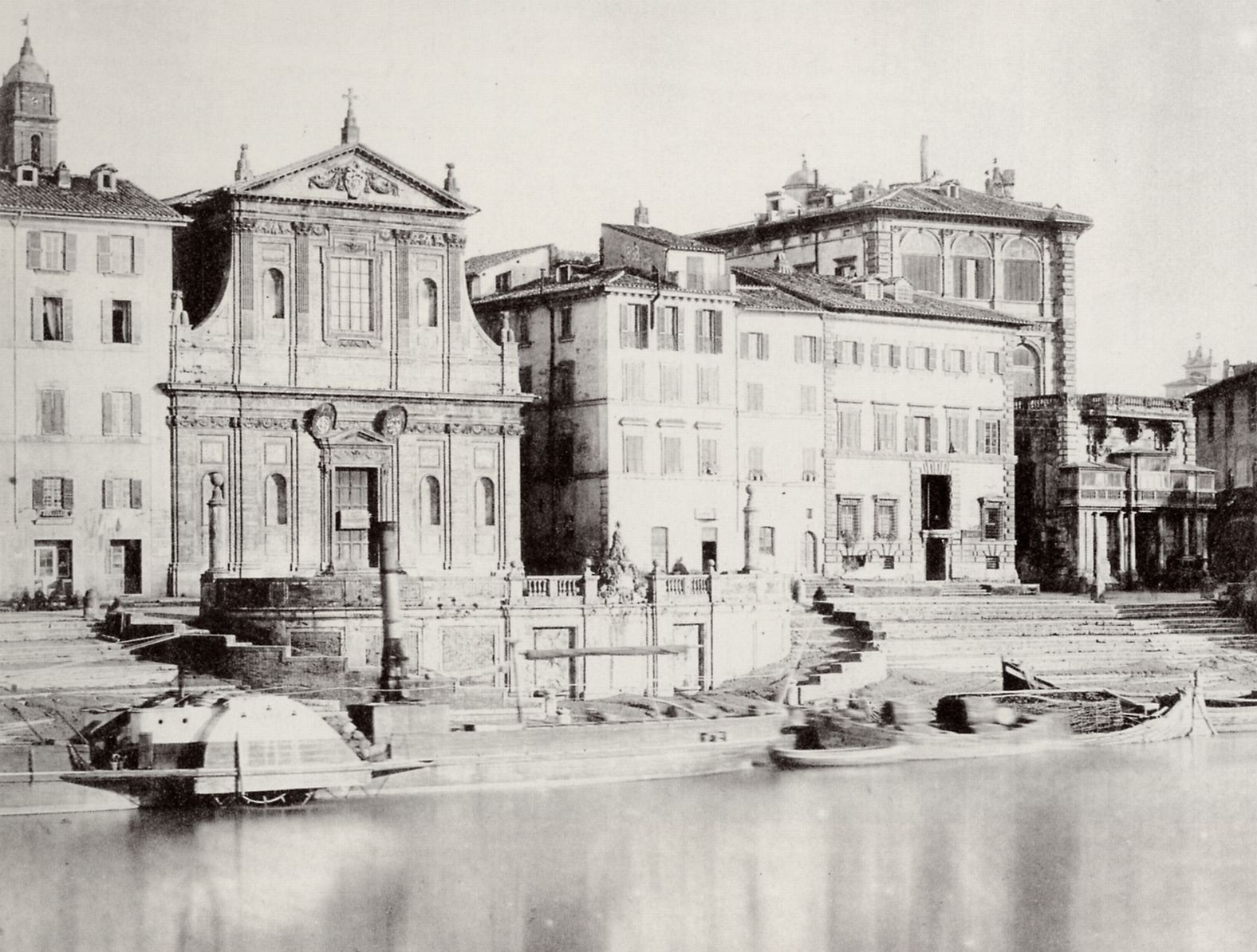
Fotografía del puerto en 1865.

El Porto di Ripetta era un puerto de la ciudad de Roma . Estaba situado a orillas del río Tíber y fue diseñado por los arquitectos Carlo Fontana y Alessandro Specchi. Situada frente a la iglesia de San Girolamo degli Schiavoni , sus bajos muros con escalones descendían en amplias curvas escenográficas desde la calle hasta el río. El puerto ya no existe pero se conoce por vistas grabadas, dibujos y fotografías antiguas.

## Historia

### Construcción
El Porto di Ripetta era el puerto más pequeño de la ciudad, pero gozaba de un paisaje excelente, aparte de que la escalinata fue fielmente construida para asombrar a los comerciantes que dejaban sus mercancías a las orillas del Tíber. Este lugar de encuentro fue proyectado por Clemente XI en el año 1704, como formaba parte de la familia Albani, en la cima de la escalinata se plantó el escudo de los Albani, haciendo referencia al poder del papa.
Para construir la fuente, se utilizó una piedra caliza llamada travertino, que según algunos estudiosos, cayó del Coliseo durante un terremoto. La fuente no fue la única ornamentación en el puerto, algunas columnas complementaban el proyecto de forma elegante.

### Destrucción
A finales del siglo XIX se destruyó todo el puerto, ya que las numerosas inundaciones que desbordaban completamente el río dañaban notablemente a la escalinata barroca, por lo que creó un muro de contención, llamado Lungovetere, el cual ocupó todo el lugar, dejando a la antigua escalinata en el mero olvido. A principios del siglo XX, la columnata y la fuente fueron llevada a la Piazza del Porto di Ripetta.

## Galería

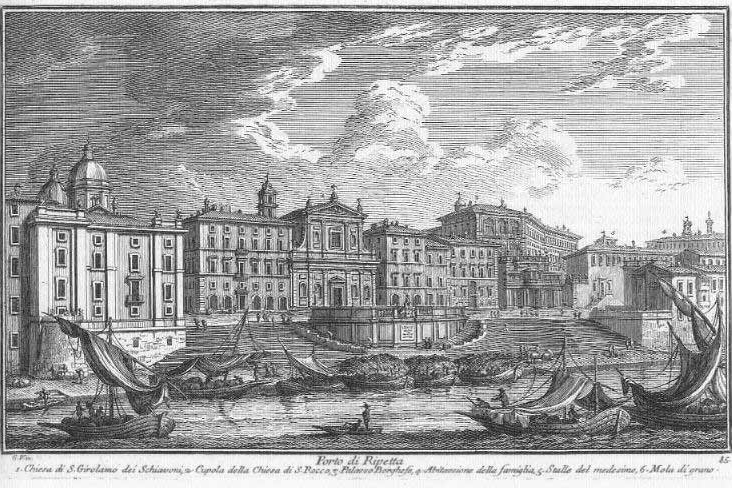
Grabado de Giuseppe Vasi, donde se muestra la panorama del puerto.

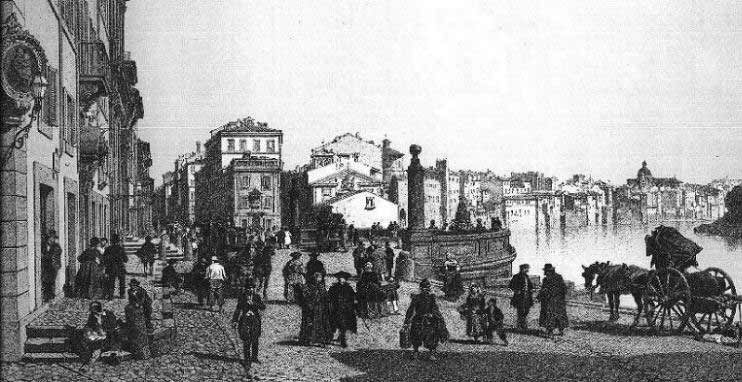
Litografía hecha en 1970 por Philippe Benoist, donde se muestra la apariencia del puerto antes de su destrucción.

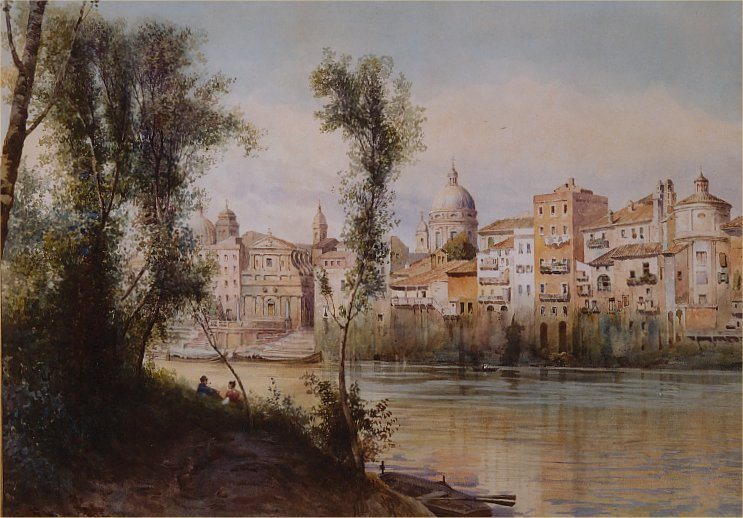
Óleo sobre lienzo de Roesler Franz, donde se puede apreciar el puerto desde la otra orilla del Tíber.

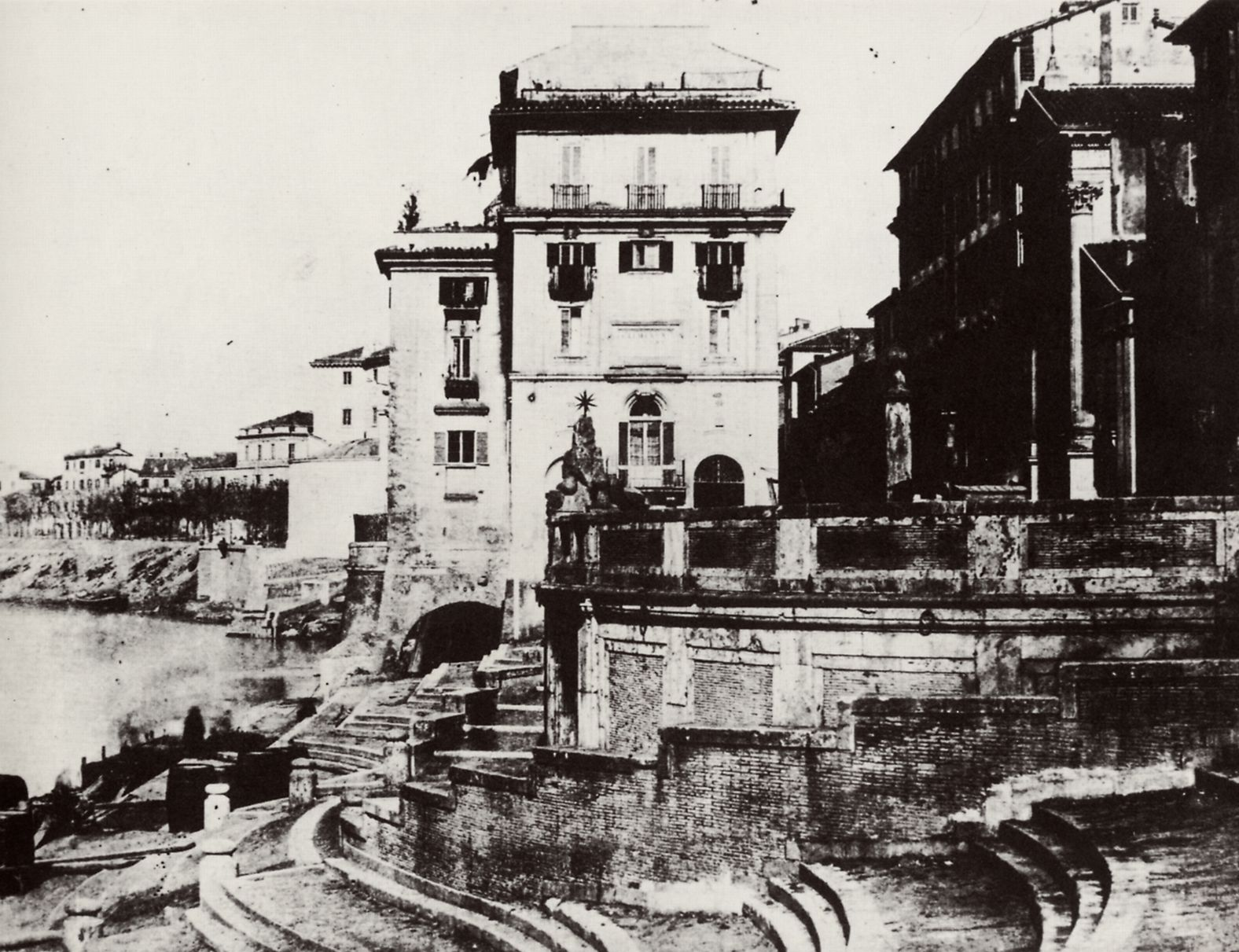
Fotografía tomada por Ludovico Tuminello.